# Kaiserstein (Münchingen)

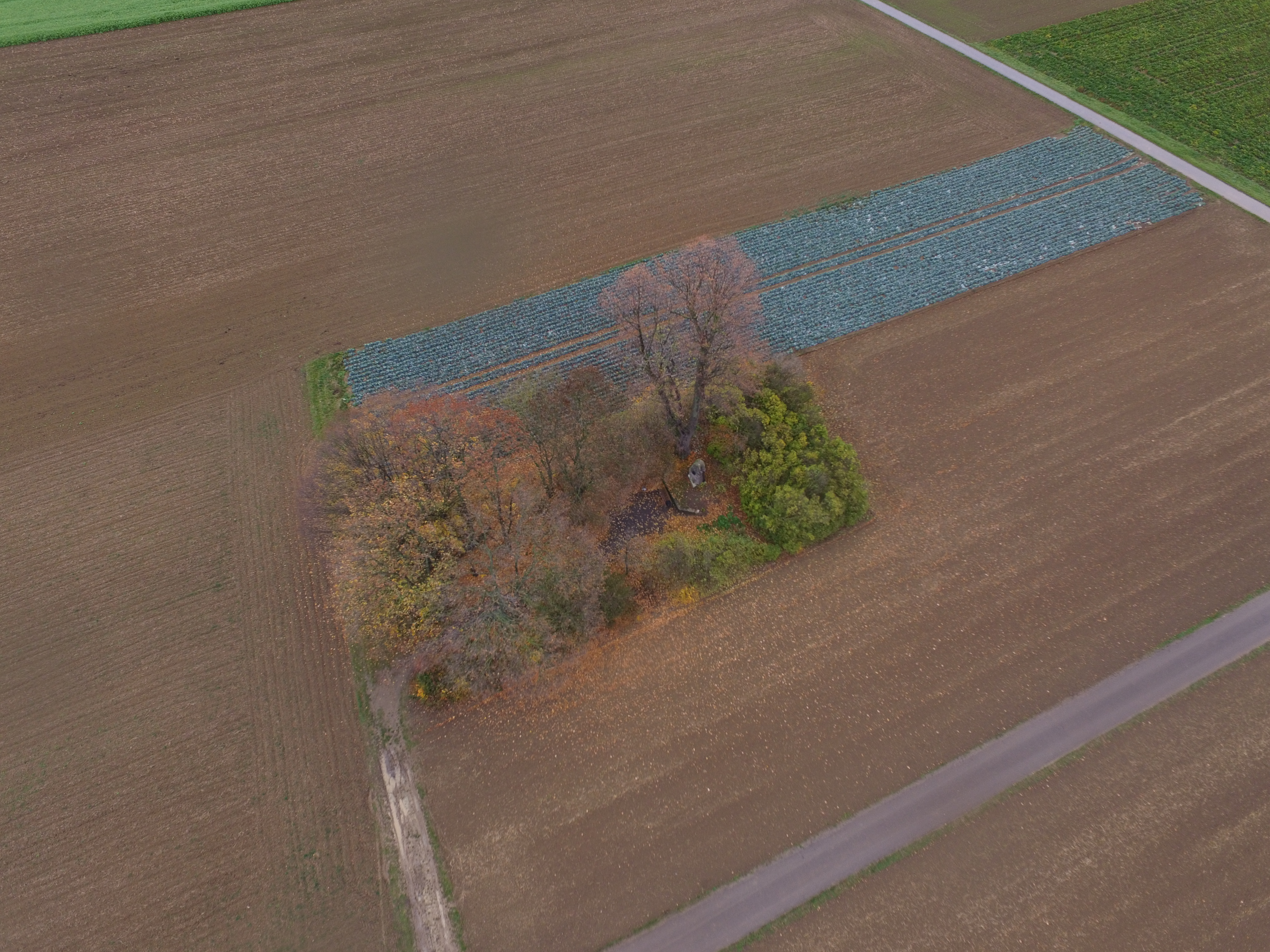
Kaiserstein bei Münchingen

Der Kaiserstein bei Münchingen ist ein Denkmal bei Münchingen in Württemberg.
Der Gedenkstein erinnert an das Kaisermanöver von 1885, als Kaiser Wilhelm I., König von Preußen, während des Manövers auf der Höhe von Münchingen mittags angehalten hatte. An der Stelle wurde am 23. September 1888 von den Gemeinden Münchingen, Schwieberdingen und Zuffenhausen der Kaiserstein gesetzt.

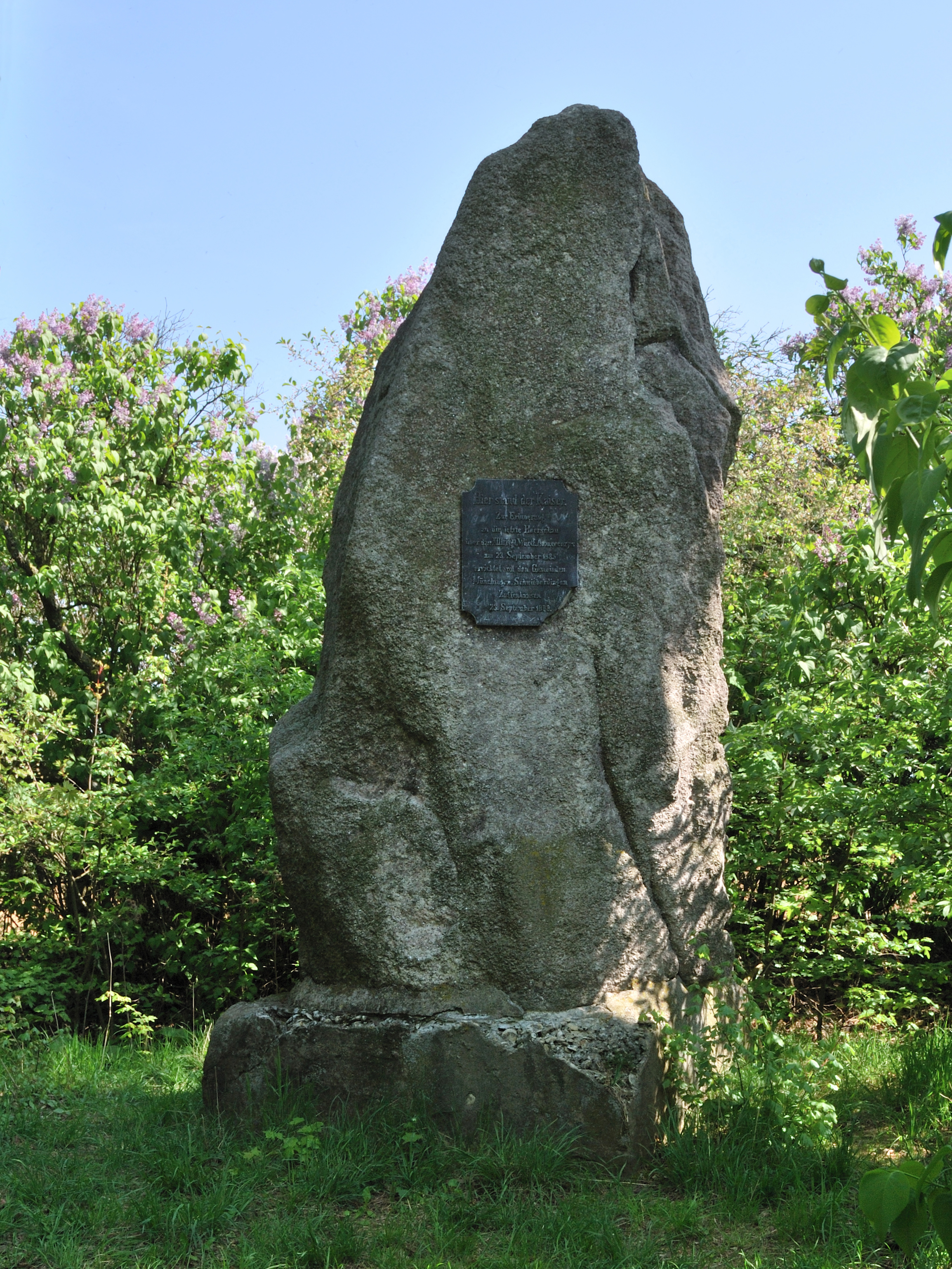
Der Kaiserstein
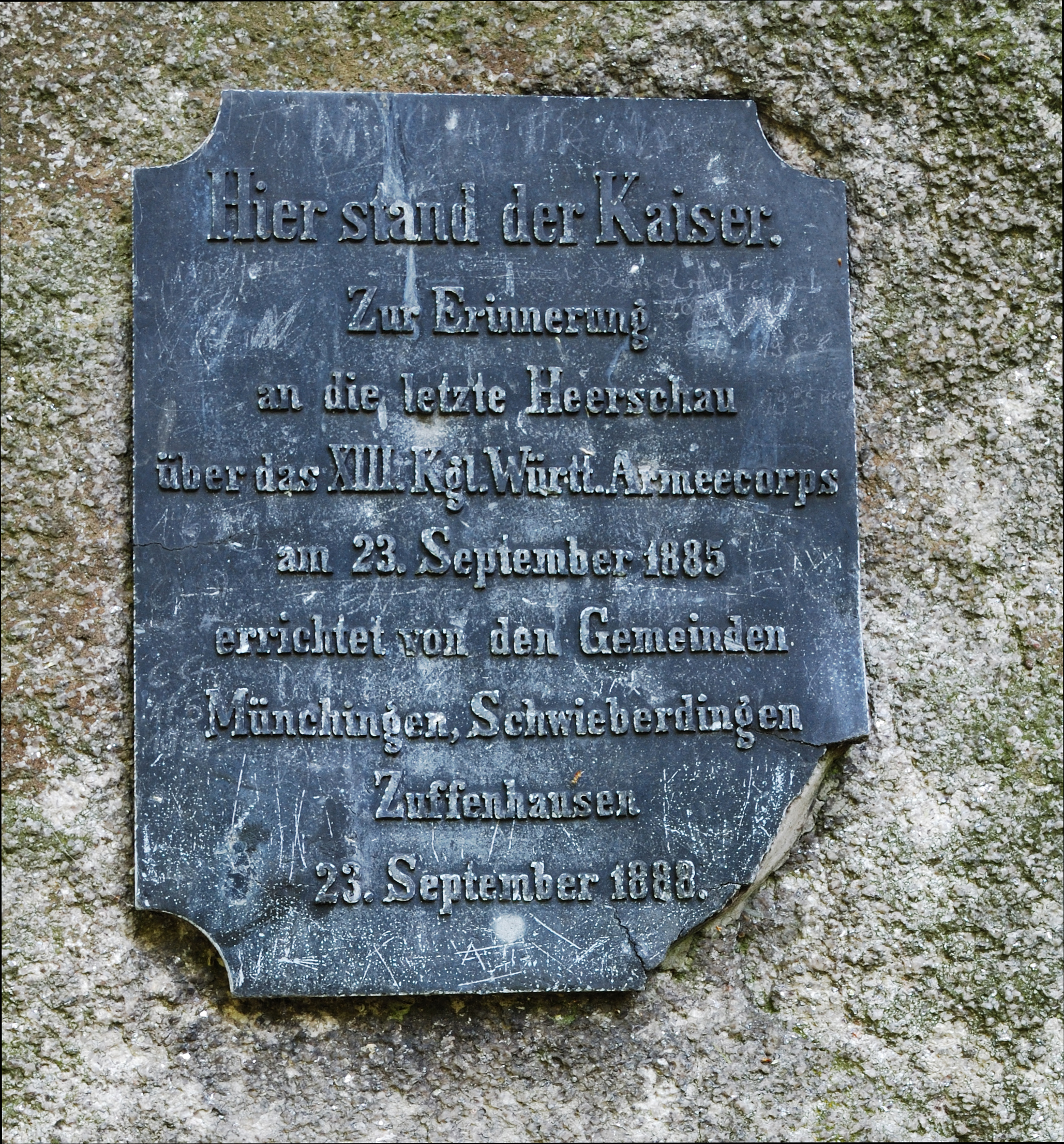
Gedenktafel am Kaiserstein
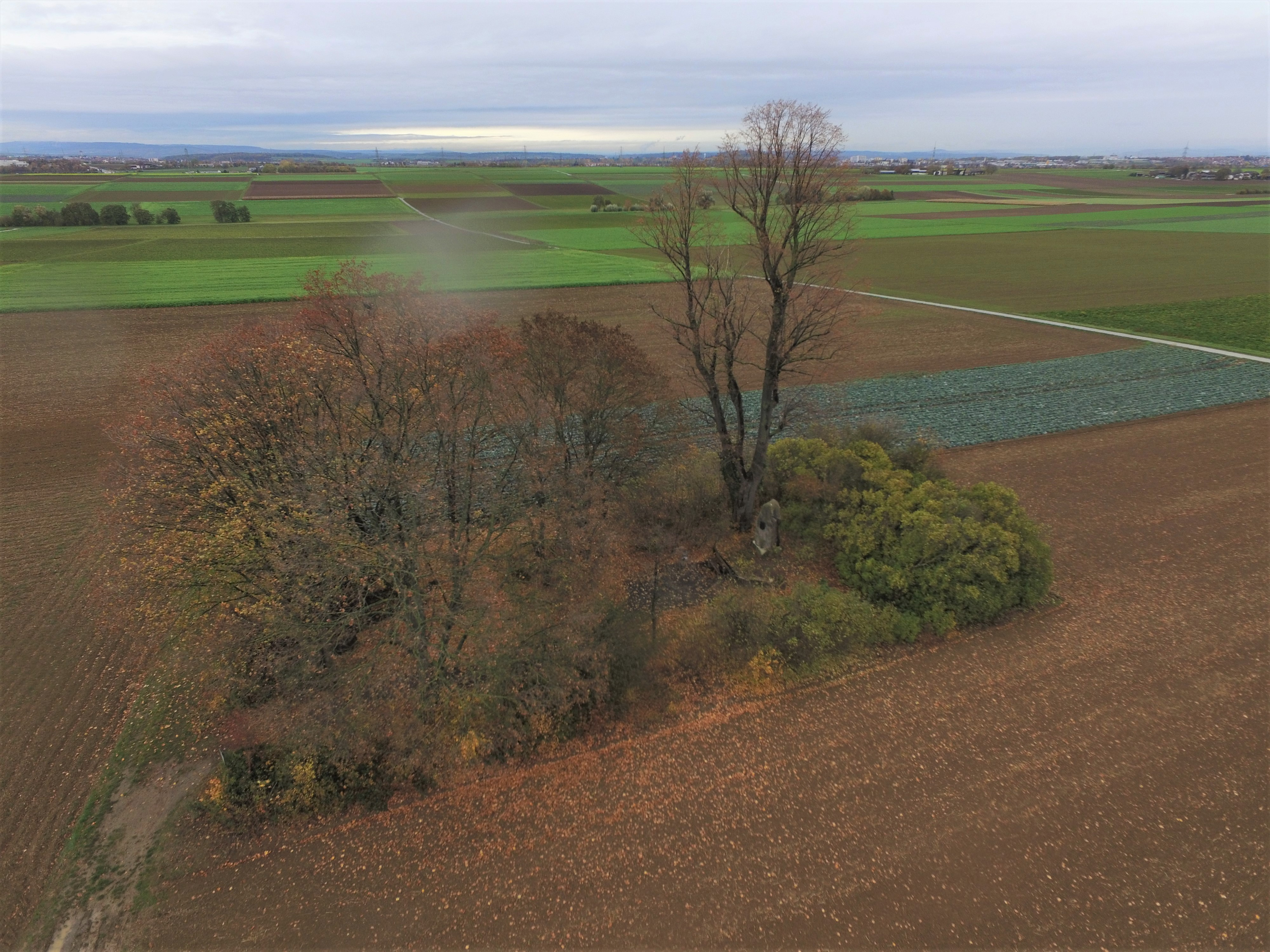
Luftaufnahme vom Areal